# 科特兰 (纽约州韦斯特切斯特县)
科特兰（Cortlandt）是美国纽约州韦斯特切斯特县的一个镇，位于该县西北边缘，熊山大桥东端。该镇下辖布坎南（Buchanan）和哈德逊河畔克罗顿两个村庄。
当地的熊山桥路和收费站（Bear Mountain Bridge Road and Toll House）、老克罗顿大坝（Old Croton Dam）收录于國家史蹟名錄。